# Вирджиния Кейпс

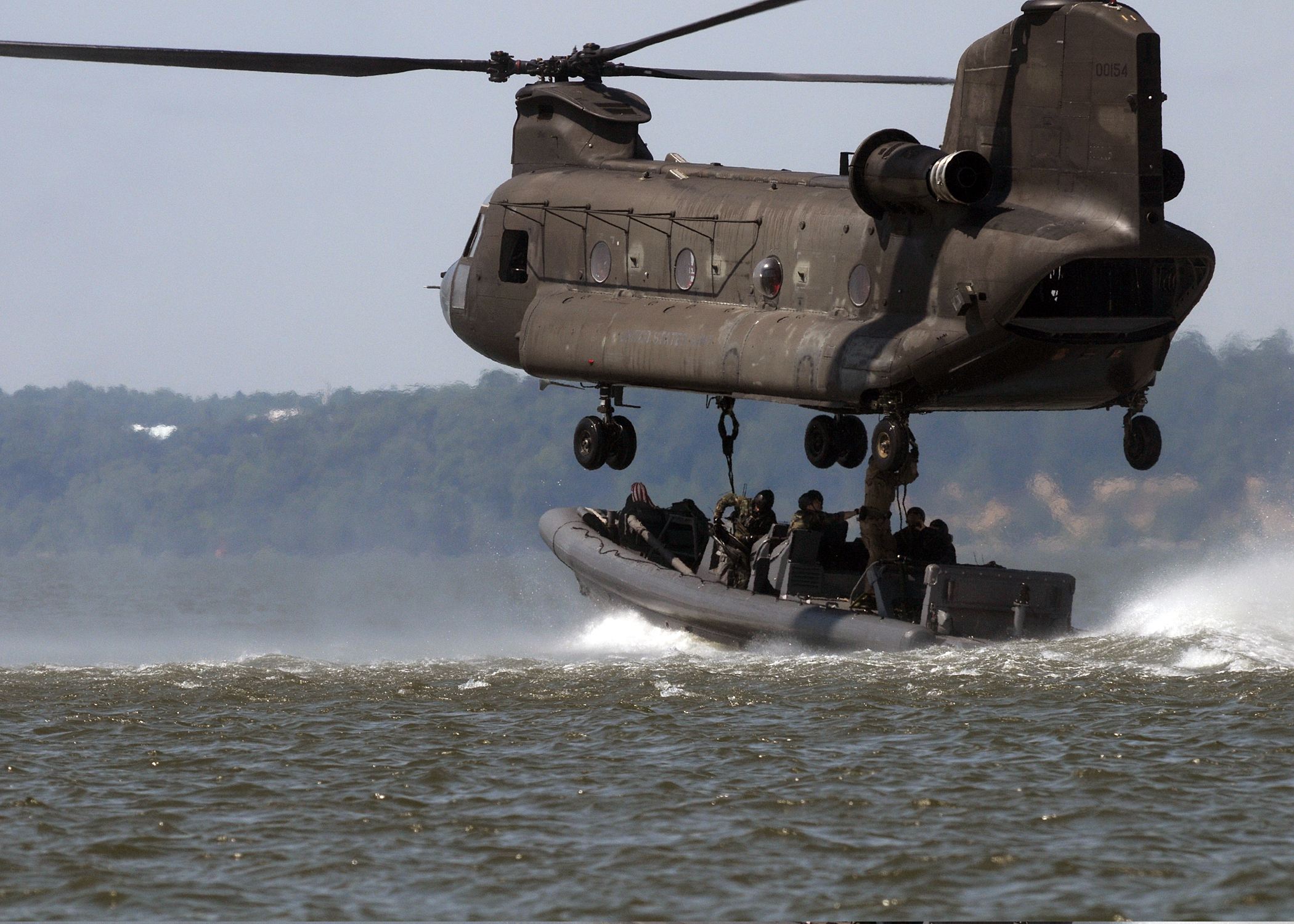
Вертолёт CH-47 Chinook в районе Вирджиния Кейпс

Вирджиния Кейпс — два мыса в Виргинии (США), очерчивающие вход в Чесапикский залив — Кейп-Чарлз на севере и Кейп-Генри на юге.
На протяжении всей истории Вирджиния Кейпс были стратегически важным для США районом. Особенно ярко это проявилось в сражении в Чесапикском заливе, которое стало поворотным моментом в войне за независимость США.
В настоящее время, ввиду расположения поблизости двух важнейших военно-морских верфей (Norfolk Naval Shipyard и Newport News), Вирджиния Кейпс часто являются местом испытаний новых кораблей ВМФ США.